# Arthur Dove
Arthur Dove (2 augustus 1880, Canandaigue, New York – 23 november 1946) was een Amerikaanse schilder uit een rijke familie. Hij was een van de eerste abstracte kunstschilders van Amerika. 

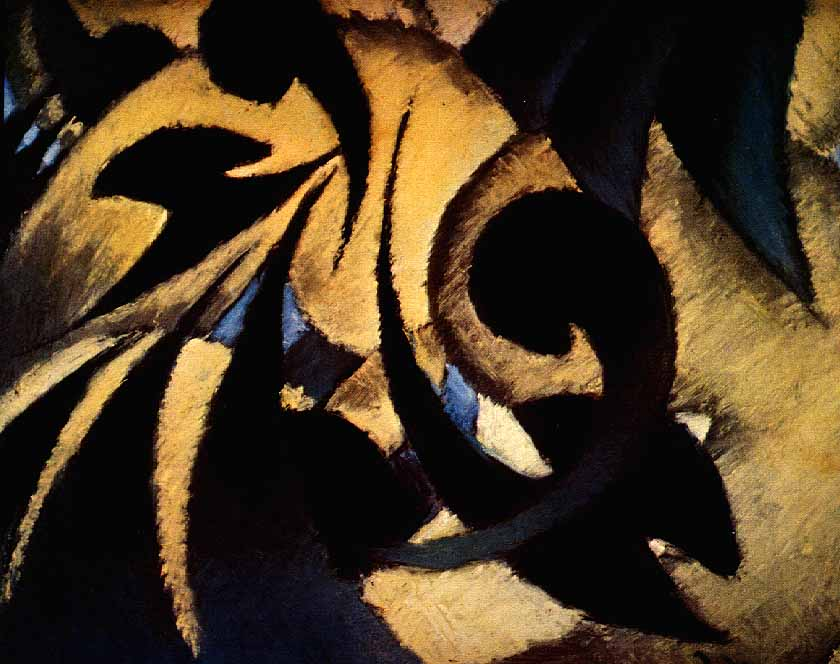
Nature Symbolized (1911)

Als kind was hij goed bevriend met zijn buurman, Newton Weatherby. Weatherby was een natuurliefhebber die Dove de appreciatie voor de natuur mee gaf. Weatherby was ook een amateur schilder die Dove resterende verf gaf om mee te werken. 
In het college werd hij gekozen om de omslag van het jaarboek te illustreren. Nadat hij afgestudeerd was, werd hij een bekende illustrator in New York.

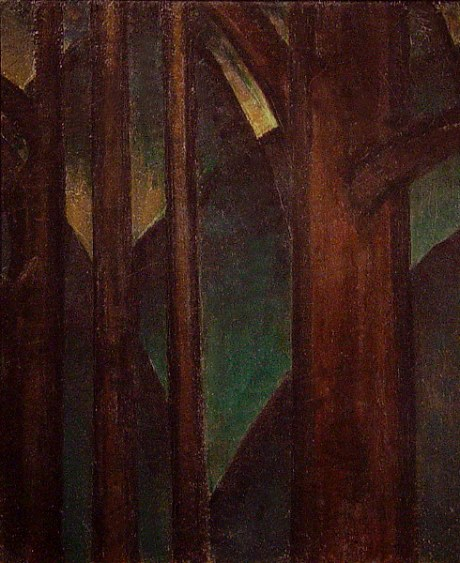
Dark Abstraction (1917)

In 1907 reisde Dove met zijn vrouw naar Frankrijk. Hij werd daar lid van een groep experimentele kunstenaars van de Verenigde Staten. Een van deze artiesten was Alfred Henry Maurer. Dove en Maurer bleven vrienden tot Maurers zelfmoord in 1932.
Dove keerde terug naar Amerika in 1909 en ontmoette er Alfred Stiegltiz. Stiegltiz was een bekende fotograaf en galerij-eigenaar. Hij was zeer actief in het promoten van de moderne Amerikaanse kunst. Met de steun van Stiegltiz, maakte Dove werken, die de eerste zuivere abstracte schilderijen genoemd worden van Amerika.
Doves werk is gebaseerd op de natuur. Hij verwees naar de abstracte vormen, die als extractie uit een landschap getrokken zijn. Hij gebruikte een brede waaier van media, soms in onconventionele combinaties. Dove vond ook een experimentele techniek uit, handgemengde olie of verf over een wasemulsie. Het pigment van de verf plakt dan op de wasmoleculen.

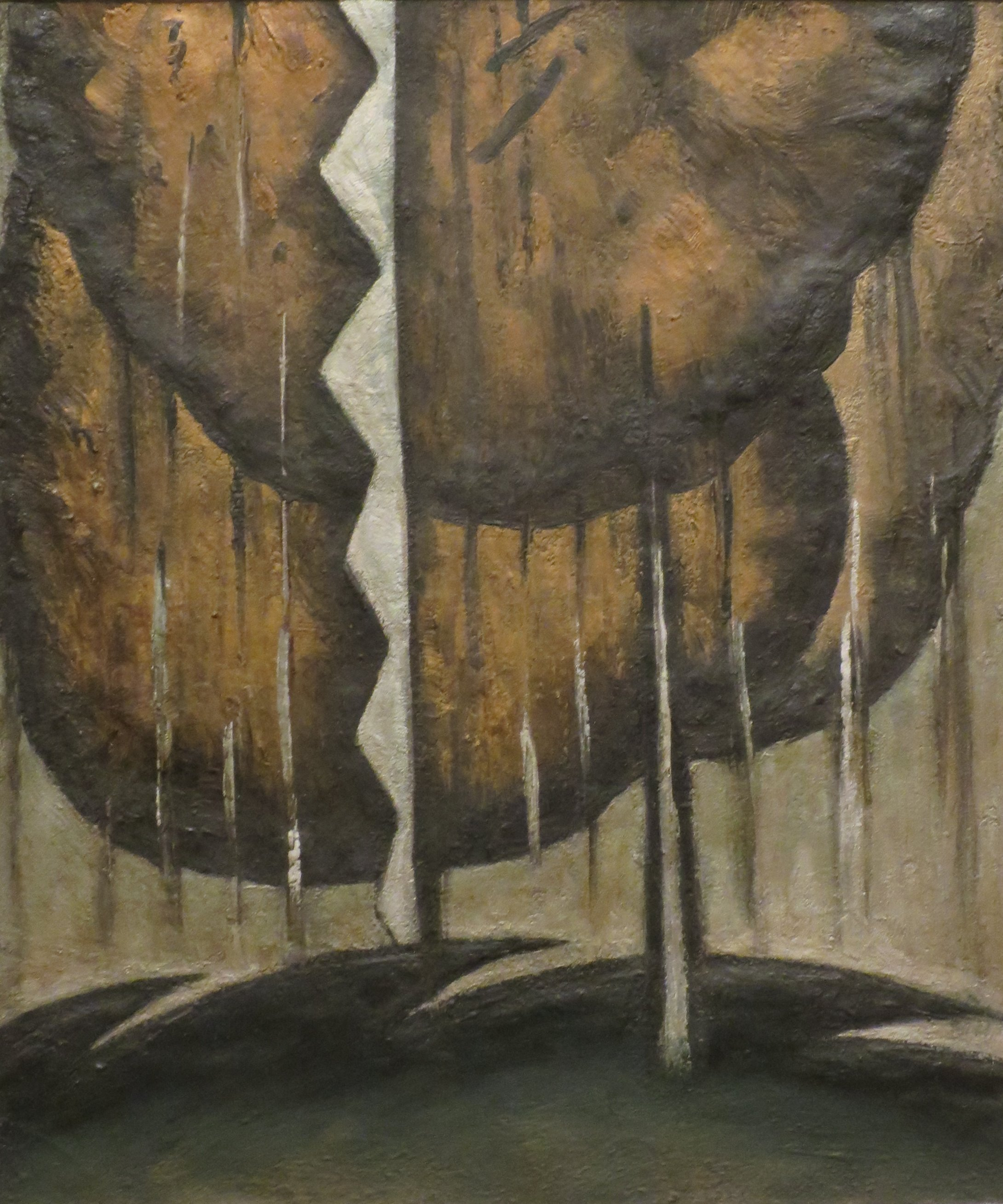
Thunderstorm (1921)

Ondanks steun van diverse leden van de kunstgemeenschap, was het vaak noodzakelijk voor Dove om geld door de landbouw, visserij en commerciële illustratie te verdienen. 
Hij bracht zeven jaar door op een woonboot, Mona genoemd, nadat hij in 1920 scheidde van zijn eerste vrouw. Hij had een hartaanval in 1939. Zijn gezondheid is daarna nooit meer helemaal in orde gekomen. Dove stierf na een tweede hartaanval en aan nierfalen.

## Galerij

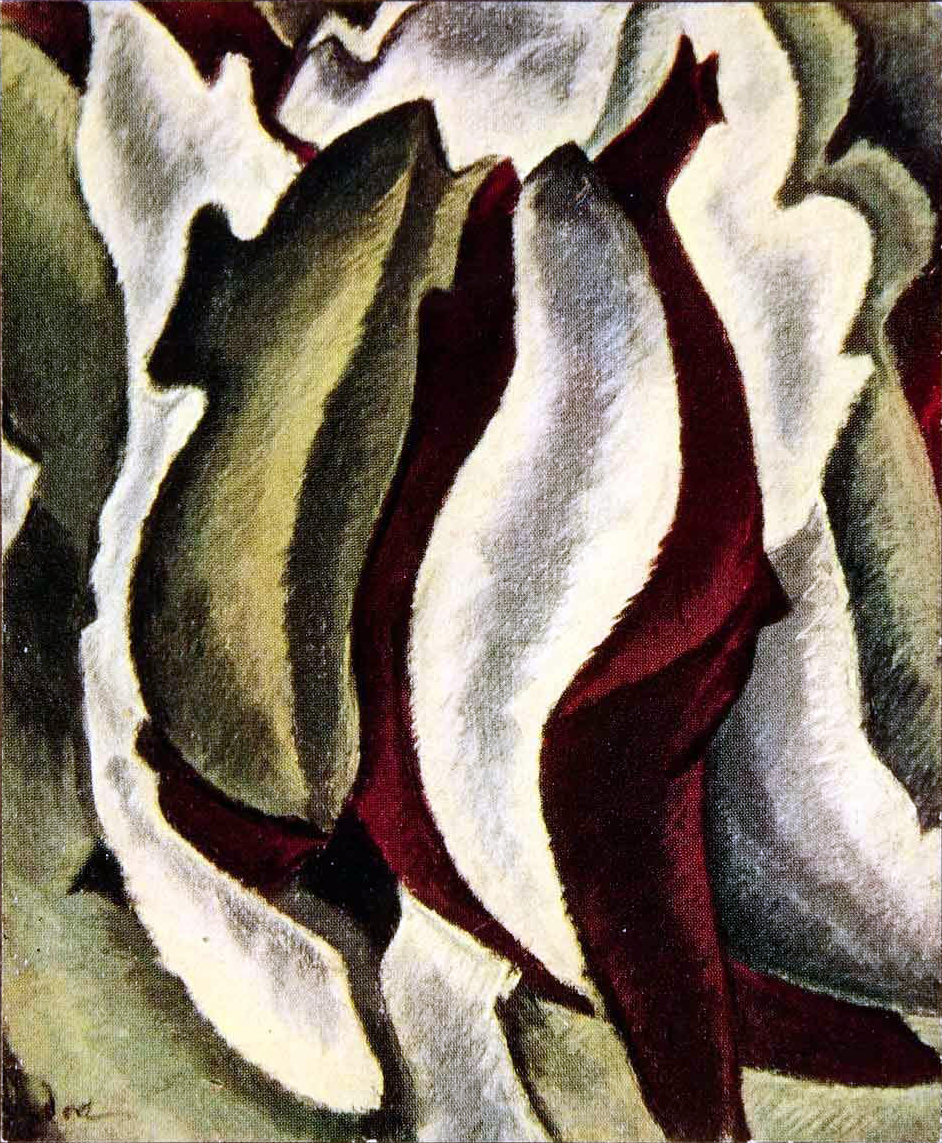
1911–12
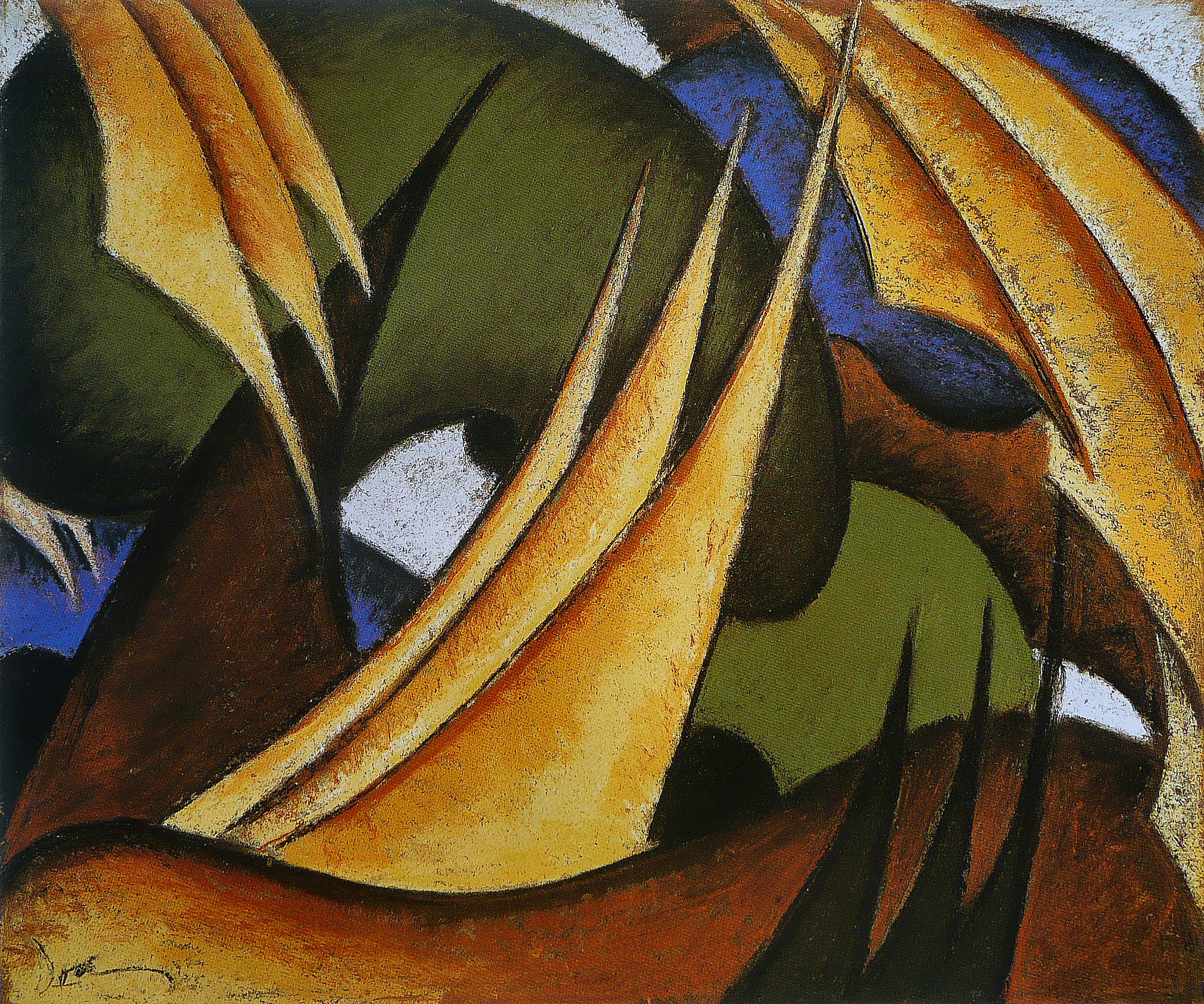
1911–12
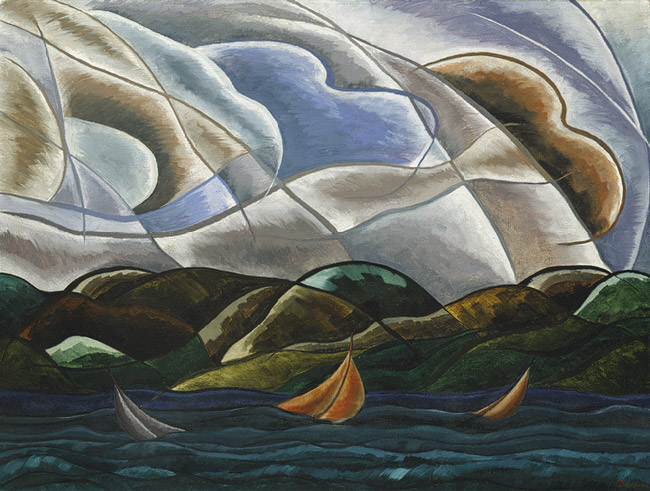
Clouds and Water, 1930
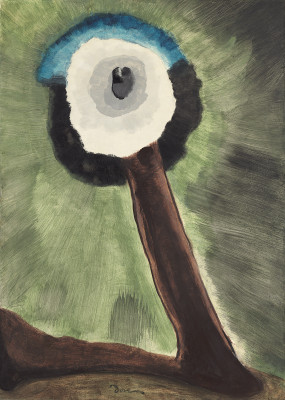
Moon, 1935
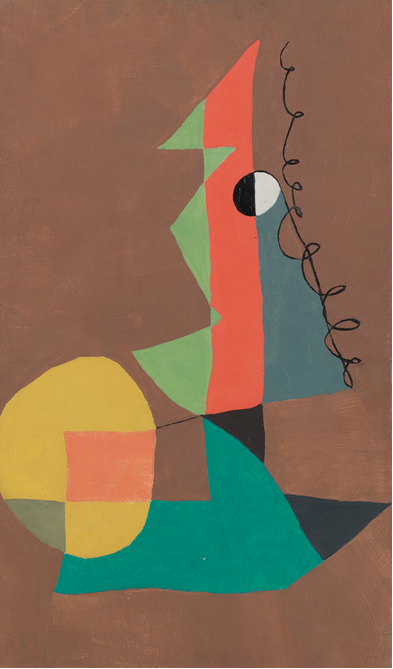
"04 PERCENT" 1942
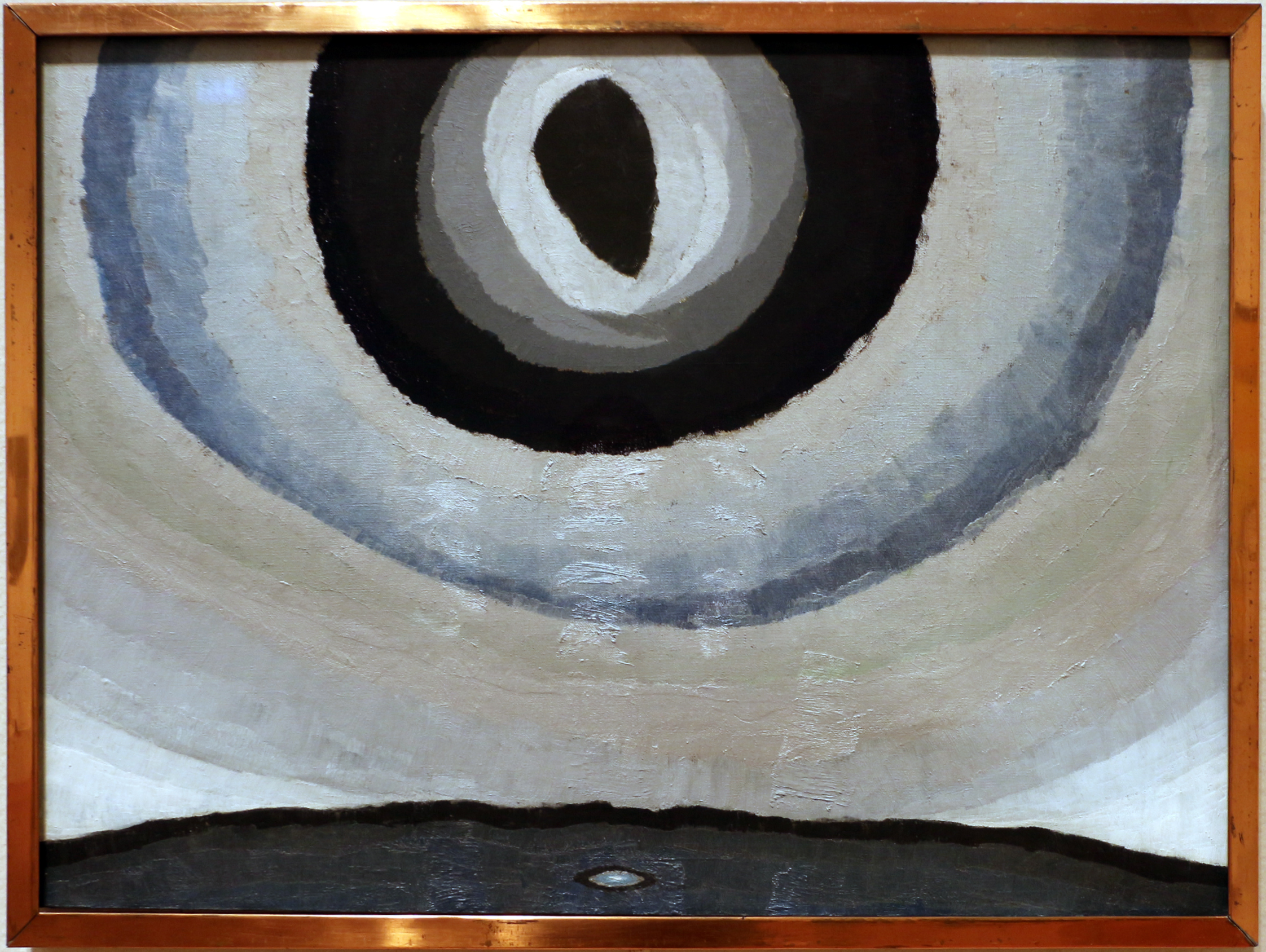
1929
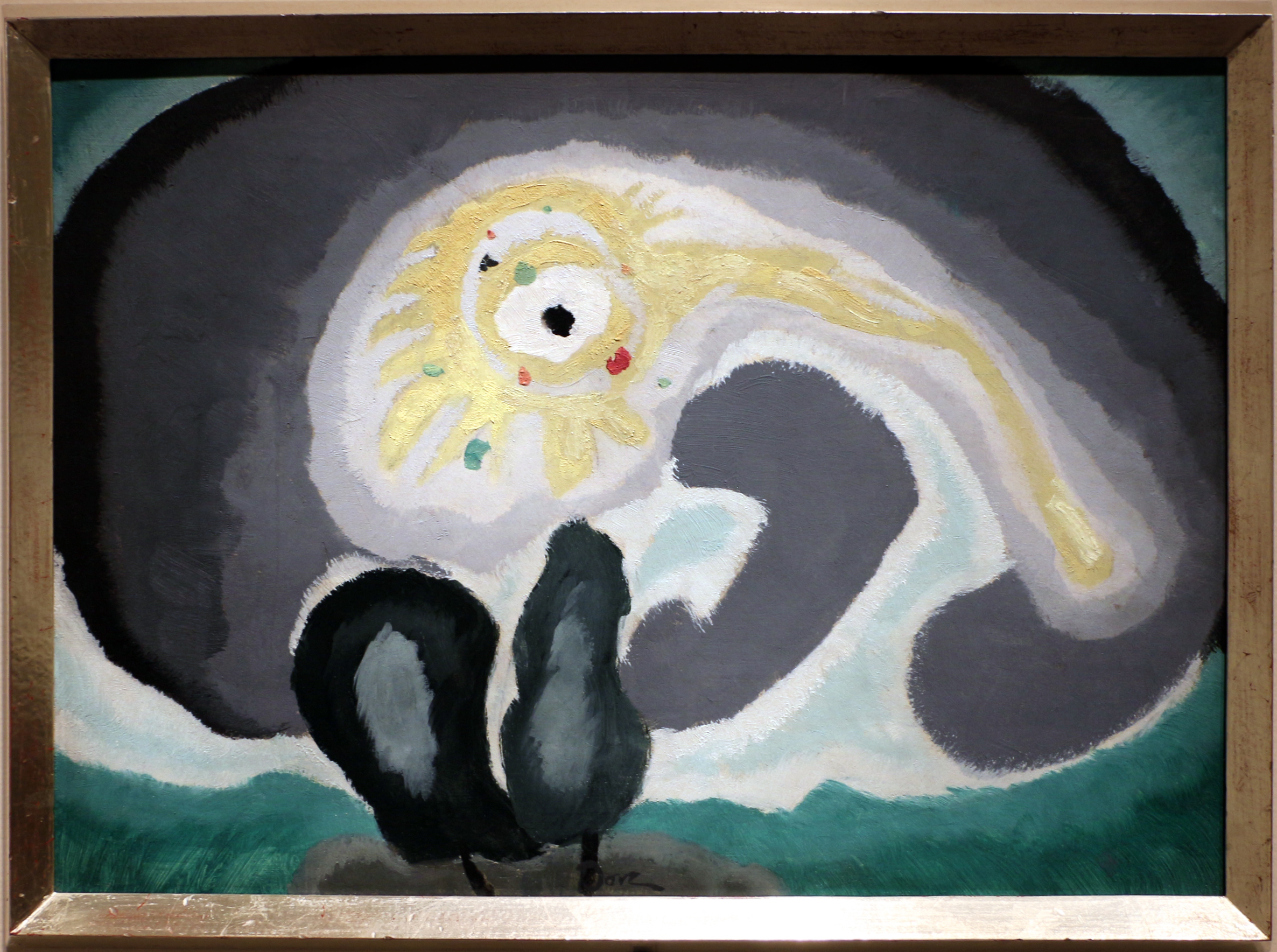
1935
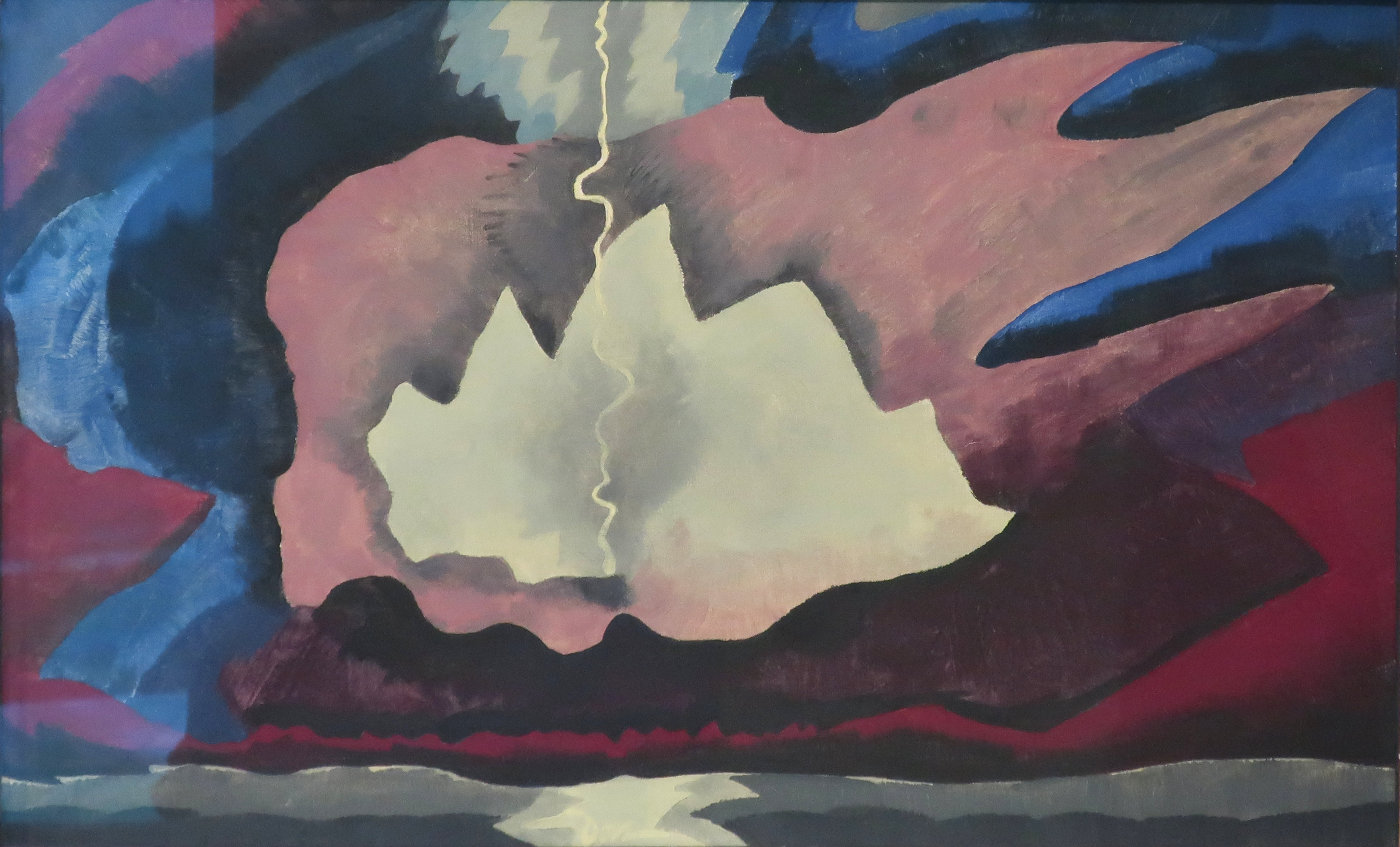
1940
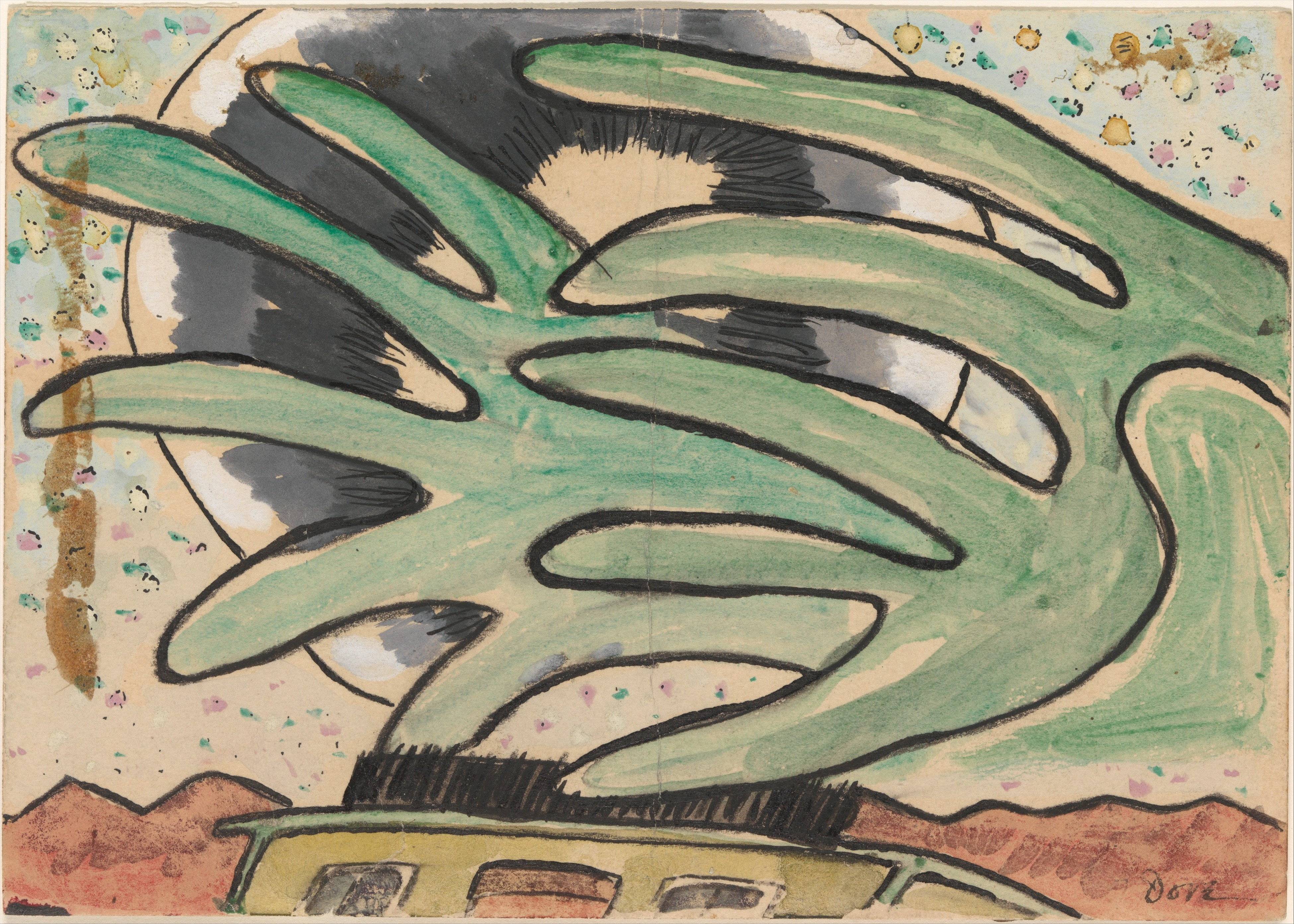
1930

- Bibsys: 13065585
- Bibliothèque nationale de France: cb13328382f (data)
- Gemeinsame Normdatei: 119402130
- International Standard Name Identifier: 0000 0000 8121 8394
- Library of Congress Control Number: n81063231
- Nationale Bibliotheek van Letland: 000237812
- Nationale bibliotheek van Australië: 35043230
- Nationale Bibliotheek van Israël: 987007449725505171
- Nederlandse Thesaurus van Auteursnamen: 074628623
- RKD-Nederlands Instituut voor Kunstgeschiedenis: 24061
- SNAC: w6hq45vh
- Système universitaire de documentation: 035670304
- Trove: 810086
- Union List of Artist Names: 500018046
- Virtual International Authority File: 42647501
- WorldCat: E39PBJkhQpcPr7jyv8qb84RtKd